# Provincia de Figuig
La provincia de Figuig es una de las provincias de Marruecos, parte de la región Oriental. Tiene una superficie de 55 990 kilómetros cuadrados y 138 325 habitantes censados en 2014. 

## División administrativa
La provincia de Figuig consta de dos municipios y diez comunas:

### Municipios
- Bouarfa
- Figuig

### Comunas
- Abbou Lakhal
- Ain Chouater
- Bni Guil
- Bni Tadjite
- Bouanane
- Bouchaouene
- Boumerieme
- Maatarka
- Talsint
- Tendrara